# Jakub Kania
Jakub Kania (ur. 17 lipca 1872 w Siołkowicach Starych, zm. 3 grudnia 1957 tamże) – polski poeta i pisarz ludowy, działacz oświatowy i narodowy.

## Życiorys
Urodził się w rodzinie chłopskiej. Po ukończeniu ludowej podjął edukację w szkole rolniczej w Opolu, której nie ukończył. W 1892 rozpoczął obowiązkową służbę wojskową w garnizonie w Prudniku, gdzie poznał polskiego emerytowanego nauczyciela Filipa Robotę, który się nim zaopiekował i wpłynął na niego, pogłębiając jego świadomość narodową i rozbudzając jego potrzeby kulturalne. Przebywając w Prudniku Kania nawiązał współpracę z „Gazetą Opolską”, do której kierował korespondencję.
Publikował w „Gazecie Opolskiej” i „Katoliku” wiersze i korespondencje. Współpracował z Bronisławem Koraszewskim. W 1910 roku poślubił Paulinę Toma, córkę gospodarza z Siołkowic. Małżeństwo doczekało się pięciorga dzieci.
Podczas I wojny światowej walczył na froncie francuskim, brał także udział w III powstaniu śląskim. Działał w Związku Polaków w Niemczech i Polsko-Katolickim Towarzystwie „Oświata”. Animator życia kulturalnego województwa opolskiego.
Po włączeniu w 1945 roku Opolszczyzny do Polski Jakub Kania podjął się aktywnej działalności na rzecz organizowania życia polskiego. Po utworzeniu w 1950 województwa opolskiego powołano go do Prezydium Wojewódzkiej Rady Narodowej. Nagrodzony został Krzyżem Komandorskim Orderu Odrodzenia Polski.

## Upamiętnienie
Patron ulic w Chróscinie, Czarnowąsach, Jemielnicy, Krapkowicach, Nakle, Opolu, Popielowie, Skorogoszczy, Stobrawie, Staniszczach Małych i Tarnowie Opolskim. Jego imieniem nazwano również Publiczną Szkołę Podstawową nr 7 w Opolu, Zespół Szkół Rolniczych w Izbicku, Szkołę  Podstawową w Domaradzu oraz nieistniejącą obecnie szkołę w Chróścicach.